# Антипина, Фива Андреевна
Фива Андреевна Антипина (31 июля 1923, Архангельск — 30 декабря 2000 года, Архангельск) — главный государственный санитарный врач Архангельской области, заслуженный врач РСФСР, Герой Социалистического Труда.

## Биография
Родилась 31 июля 1923 года в Архангельске. Русская.
Во время Великой Отечественной войны работала медицинской сестрой в эвакуационных госпиталях. В 1947 году окончила Архангельский медицинский институт. Работала младшим научным сотрудником (1947—1951) и руководителем лаборатории детских инфекций (1951—1958) в Архангельском НИИ эпидемиологии, микробиологии и гигиены Министерства здравоохранения СССР. Член КПСС с 1953 года. 
В 1958—1987 годах главный врач Санитарно-эпидемиологической станции Архангельской области (ныне — Управление Федеральной службы по надзору в сфере защиты прав потребителей и благополучия человека по Архангельской области). В этот период проводилась интенсивная работа по развитию сети, укреплению материально-технической базы санэпидстанций, лабораторной службы, совершенствованию надзора за соблюдением санитарно-гигиенических и санитарно-противоэпидемических правил и норм, подготовки кадров санитарно-эпидемиологической службы.
Жила в Архангельске. Скончалась 30 декабря 2000 года после тяжёлой продолжительной болезни. Похоронена на Вологодском кладбище в Архангельске.

## Память
В 2008 году в Управлении Роспотребнадзора по Архангельской области был организован фотостенд в честь 85-летия со дня рождения Антипиной Ф. А.

## Награды
- Указом Президиума Верховного Совета СССР от 4 февраля 1969 года Антипиной Фиве Андреевне присвоено звание Героя Социалистического Труда с вручением ордена Ленина и золотой медали «Серп и Молот».
- Награждена орденом Ленина, орденом «Знак Почёта» и медалями, в том числе медалью «Ветеран труда», знаком «Отличник здравоохранения».
- Заслуженный врач РСФСР (1983).